# Хайнрих I (Арнсберг)
Вижте пояснителната страница за други личности с името Хайнрих I.
Хайнрих I фон Арнсберг Братоубиецът (на немски: Heinrich I von Arnsberg, „der Brudermörder“; Heinrich I von Cuyk; * ок. 1128; † 4 юни 1200, Арнсберг) е от 1154 до 1185 г. граф на Графство Арнсберг.

## Биография
Той е син на граф Готфрид I фон Куик (* ок. 1100; † сл. 1168) и съпругата му графиня Ида фон Арнсберг (* ок. 1103; † сл. 1154), наследничка на Графство Арнсберг-Верл, дъщеря на граф Фридрих I фон Арнсберг (1075 – 1124). Хайнрих I получава от Хайнрих Лъв Графство Ритберг.
Хайнрих I с по малкият му брат Фридрих II се скарват за наследство през 1160 г. и го затваря в замъка му, където умира от глад през 1165 г. През 1166 г. Хайнрих Лъв и епископите на Кьолн, Мюнстер, Падерборн и Минден обсаждат замък Арнсберг, разрушават го и го изгонват от страната му. „Братоубиецът“ избягва. Хайнрих I получава по-късно владенията си.
През 1170/1073 г. граф Хайнрих I за прощаване на греховете дарява манастир Ведингхаузен в Арнсберг. През 1172 г. той затваря и зет си, докато се откаже от претенции за наследството. През 1185 г. граф Хайнрих прави дарения от земите си на манастир Ведингхаузен и оставя управлението на синът си Готфрид. По-късно Хайнрих става монах в подарения от него манастир и умира там на 4 юни 1200 г.

## Фамилия
Хайнрих I се жени за Ерменгарда († сл. 1203). Те имат децата:
- Хайнрих II († сл. 1217), граф на Арнсберг и граф на Ритберг, женен за Ерменгарда, баща на Конрад I фон Ритберг
- Готфрид (1157 – 1235), граф на Арнсберг, женен пр. 1198 г. за Елизабет († 1217/23) и втори път пр. 1223 г. за Агнес фон Рюденберг
- Аделхайд, абатеса на женския манастир Мешеде
- дъщеря, омъжена за Тиемо II граф фон Зост-Хоенроде